# Cacera de bruixes a Gironella i Olvan

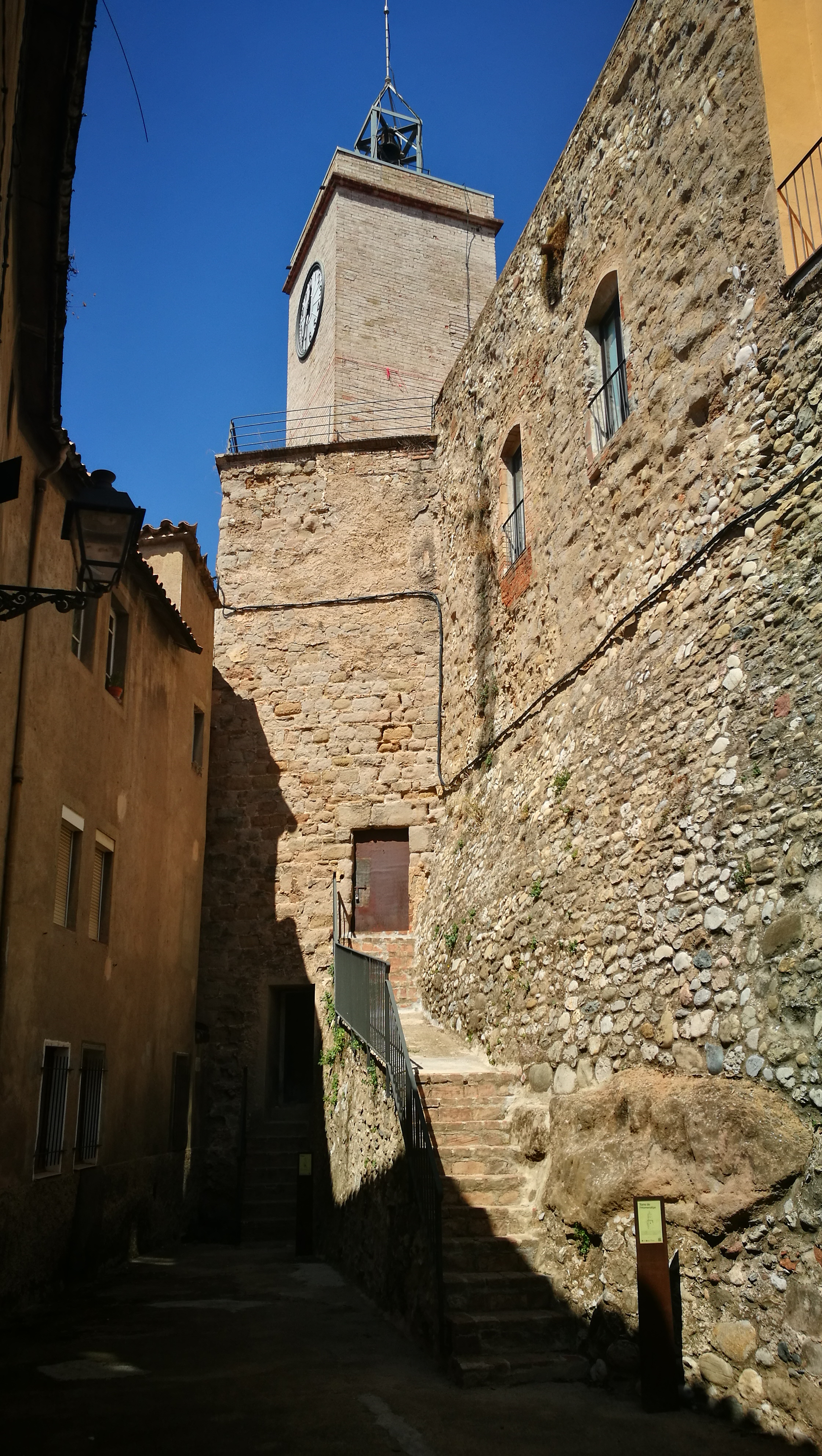
Presó del castell de Gironella, on van ser empresonades 9 dones acusades de bruixeria al segle XVII

La cacera de bruixes a Gironella i Olvan foren els processos judicials que es va fer contra dones acusades de bruixeria a la Baronia de Gironella entre el 1618 i el 1628. La Baronia de Gironella comprenia els termes municipals dels actuals municipis de Gironella i Olvan.
L'historiador i arxiver local Josep Busquets i Castella considera que el baró de Gironella fa costat a la cacera de bruixes a la Baronia perquè devia patir alguna malaltia, ja que en el llibre del Consell s'afirma que "es feia per afavorir al senyor". Altres justificacions pròpies de la cacera de bruixes a l'època fou que "tornaren a sortir golls". Quan hi havia desgràcies, la gent dels pobles prenien a les persones menys afavorides (generalment dones) com a caps de turc i les acusaven de bruixeria. Això s'evidencia en el fet que hi havia acusades que eren "carboneres", una "descolorida", la "giralda del bat", que Busquets associa amb una dona d'origen jueu, i la gascona, una immigrant francesa.
Segons el llibre del Consell de Gironella, primer van acusar sis dones de bruixeria i en un segon judici en jutjaren a dues més que havien estat descobertes per la incriminació de les anteriors. Busquets afirma que no és clar el seu destí, tot i que es va decidir que serien penjades a la forca. Sí que queda constància que els van confiscar els béns per pagar les despeses, que les van torturar i que els afaitaven el cap, ja que s'afirma que es va pagar al barber.

## Procés contra les bruixes al llibre del Consell de Gironella
En el llibre del Consell de Gironella s'hi troben diverses referències al procés de les bruixes. En la reunió del Consell del 25 de novembre de 1618 es fa una petició als consellers si volen fer les despeses necessàries per erradicar les bruixes de Gironella i de tota la baronia de la Portella. Per a fer-ho decideixen fer venir un especialista a reconèixer les bruixes. En l'acord es diu que només pagaran la cerca de bruixes a Gironella i que els veïns d'Olvan i de la Baronia Alta hauran de costejar la captura de bruixes de la seva zona.
El juliol de 1619 els consellers decideixen demanar a un jutge quan els costarà el procés judicial.
El 29 de març de 1620 39 vilatans de Gironella es reuneixen al Consell General i acorden ajudar econòmicament al baró en el procés contra les bruixes i ja es comenta que s'haurien de penjar les bruixes d'Olvan. El 12 d'abril del mateix any s'uneixen amb els veïns d'Olvan a la casa de l'Arnau Claveria (a mig camí entre els dos pobles) i acorden pagar de manera conjunta les 100 lliures que els demana el jutge de Berga Francesc Sorribes per a començar la causa judicial contra les sis dones acusades de bruixeria que tenien preses al Castell de Gironella. A la reunió hi havia 50 gironellencs i 40 olvanesos; tots votaren a favor de pagar-o excepte 10 del primer poble: 
| « | Attes y considerat que la major part de dit consel/ y desobre anomenats los quals entre tots prenen numero de noranta an resolt y promes pagaran quiscu per sa cot a part les dites 100 l/. per fer la causa del modo y manera que los consols que son vuy y després seran, faran y se obligaran y així ne obliguen tots llurs bens ab totes obligations, podent y donant facultat al noti que y puga estirar en semblants obligations, demanant que a totes les sobredites coses lo honor. baIle de Gironella y poso sa autoritat y decret. | » |

 Francesc de Cantallops, batlle general de l'any, va autoritzar la reunió conjunta dels dos consells. Cal destacar d'aquest document que també estava signat pel baró Francesc d'Agulló i Pinós.
El 8 de juny de 1620 el consell acorda enviar el cònsol a la residència del baró a Bellvei per tal d'explicar-li el resultat del procés.

El 9 de maig de 1621 els consellers de Gironella i Olvan es tornen a reunir a la casa de Claveria per a negociar l'extirpació de les bruixes que havien estat inculpades en el procés anterior per si decidien que el jutge en decretés la captura. Per a pagar-ne les costes, es va acordar vendre'n els béns. Al consell hi van acudir 77 caps de casa, dels quals només 3 van votar-hi en contra, argumentant que tot el que tenia una dona era d'ell i que ella no tenia res. Això assenyalava que podia ser el seu marit o un parent proper. En aquest consell també acorden que continuaran el procés, amb el permís del baró 
| « | per quant en lo Van (Olvan) an rehexit golls ara de poch ensa y axi pretenen que y an romases algunes bruxes. | » |

El novembre de 1621 s'inculpa una nova dona del crim de bruixeria, na Magdalena Costa, de la qual es discuteix els diners que han de pagar pel cost que representa tenir-la presa.
El 15 d'agost de 1628, el consell determina que els veïns d'Olvan han de pagar els costos de les seves dones acusades de bruixeria i els de Gironella han de fer el mateix amb les seves.

## El procés contra les bruixes de Gironella i Olvan en altres documents
Un manuscrit que s'ha trobat en una masia d'Olvan recull tres notícies sobre el procés contra les bruixes de la baronia.
El primer, datat del 2 de juny de 1620, explica que en aquest dia es van sentenciar a sis bruixes a Gironella, cosa que el que redacta el text diu que ha vist amb els seus ulls: 
| « | a una que es diu Valldaura, una vídua Tor, una carbonera, una fadrina que li diuen la Descolorida, una covanera, una "giralda del bat" i una carbonera de les Cases, muller de Guillem Juy | » |

, totes veïnes d'Olvan.
La segona diu: 
| « | Tenien perese (presa) una dona ser bruxa a Gironella que habitave a la parroquia del Van (Olvan) i era natural de Puixoriol del Llusanes filla de un oma que li deian Romeu iux i que aquexa dita Medalena Rumeua era descuberta per tres o quatre que avien presa justicia i ella sufari deset turmens i no va dir res i així la dexaren anar a fermansa de que no us i volgueren hacabar de dar per si ningu altre la tornave acusar que la puguesen tornar gafar. | » |

En aquesta cita s'afirma que a Gironella tenien presa Magdalena Romeua, filla de Santa Eulàlia de Puig-oriol i veïna d'Olvan, muller de Romeu acusada de bruixeria. També que la van torturar abans de deixar-la lliure perquè no va confessar.
La tercera notícia afirma: 
| « | Memoria y notisia com en lo any 1632 gafaren una dona al Van (Olvan) per bruxa que era la Gascona muller de Bernat Bernadet i va passar tots los turments sino per dos anys i nos ne ferem xixanta sinc lliures de gastos de jutgats i notaris i barber i axi que no spodem pnre donas que no nixen sino gasto... | » |

En aquesta notícia s'explica que en un any tan tardà com el 1632, que ja era posterior als anys més crus de la cacera de dones acusades de bruixeria, encara es va capturar i turmentar a una dona acusada com a tal. S'hi especifica el cost de 65 lliures per a pagar als jutges, notaris i al barber. La nota es queixa de l'alt cost que representa perseguir a les dones acusades de bruixeria. També cal incidir que el text diu que la dona era gascona, que vol dir que era d'origen francès. Moltes de les dones acusades de bruixeria eren foranes, sobretot franceses.

## Dones acusades de bruixeria en el procés de Gironella i Olvan
Segons l'atles de la cacera de bruixes a Catalunya i els documents trobats, les dones acusades de bruixeria a la Baronia de Gironella, a banda d'algunes desconegudes, foren:
- Gascona, muller de Bernat Bernadet. Desterrada.[6]
- Na Giralda del Bat. Morta a la forca.[7]
- Na Vídua Tor. Morta a la forca.[8]
- Na Carbonera Fadrina àlies "Descolorida". Morta a la forca.[9]
- Na Covanera. Morta a la forca.[10]
- Na Carbonera de les Cases. Morta a la forca.[11]
- Magdalena Costa. Morta a la forca.[12]
- Magdalena Romeua. 1632. Alliberada.[4]

## Memòria i remembrança del procés contra les bruixes
En Josep Busquets afirma que dos refranys podrien ser un record d'aquest fet històric: "A Olvan, bruixes i mam" i "A Olvan, les bruixes hi van i a Gironella s'hi estan".
El novembre de 2023 la Coral Estel de Gironella va fer un espectacle musical-teatral titulat "Les bruixes de Gironella" que està basat en aquesta història, tot i que no és un recull exacte dels fets històrics.